# والنتینا پونوماریوا
والنتینا پونوماریوا (به انگلیسی: Valentina Ponomaryova) فضانورد اهل اتحاد شوروی است که در ۱۸ سپتامبر ۱۹۳۳ در مسکو زاده شد. وی در مأموریت پروژه وستوک حضور داشته است.